# Radio

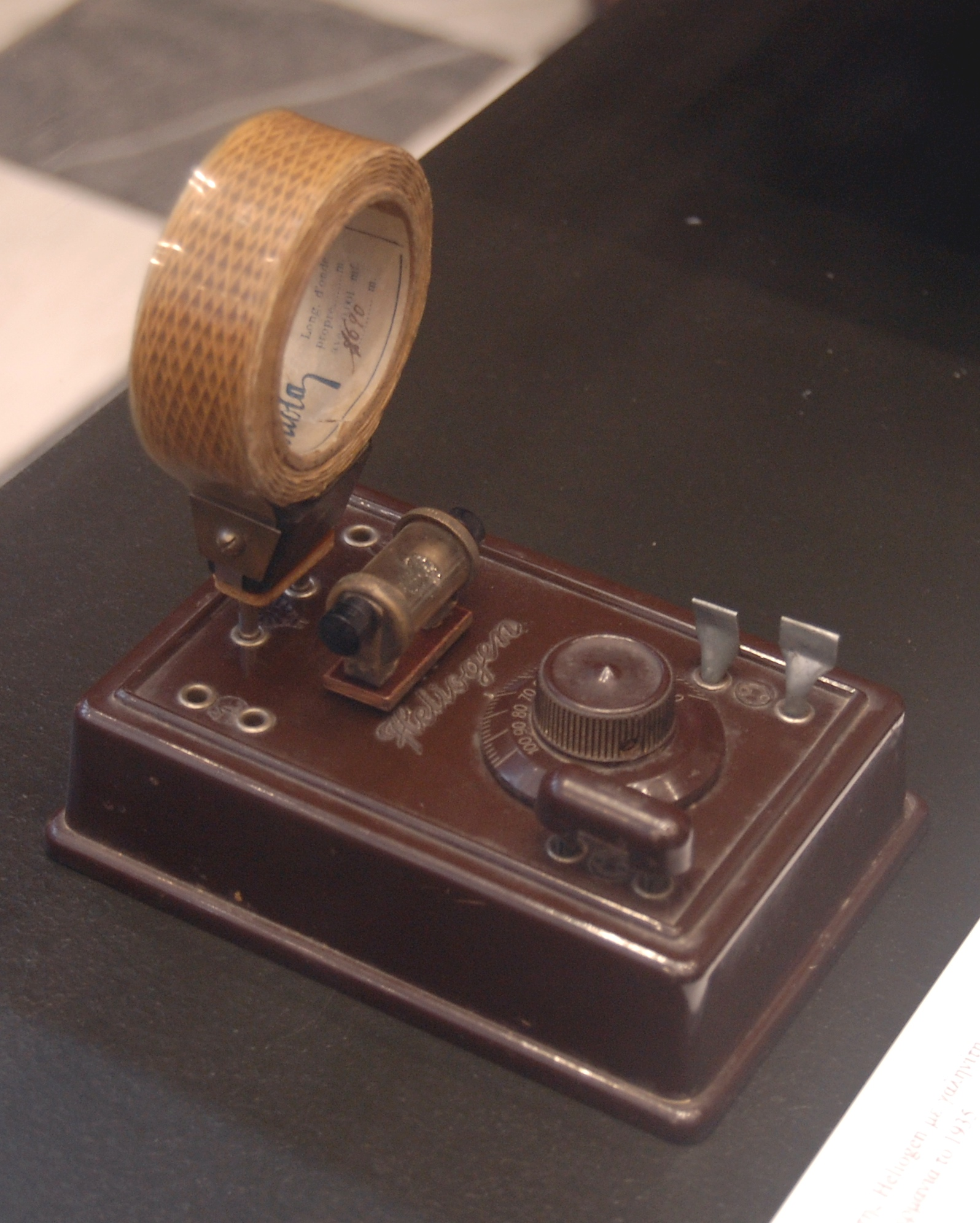
Detektorempfänger, Hersteller Hermann Pawlik – Elektrotechnische Fabrik Heliogen, um 1930

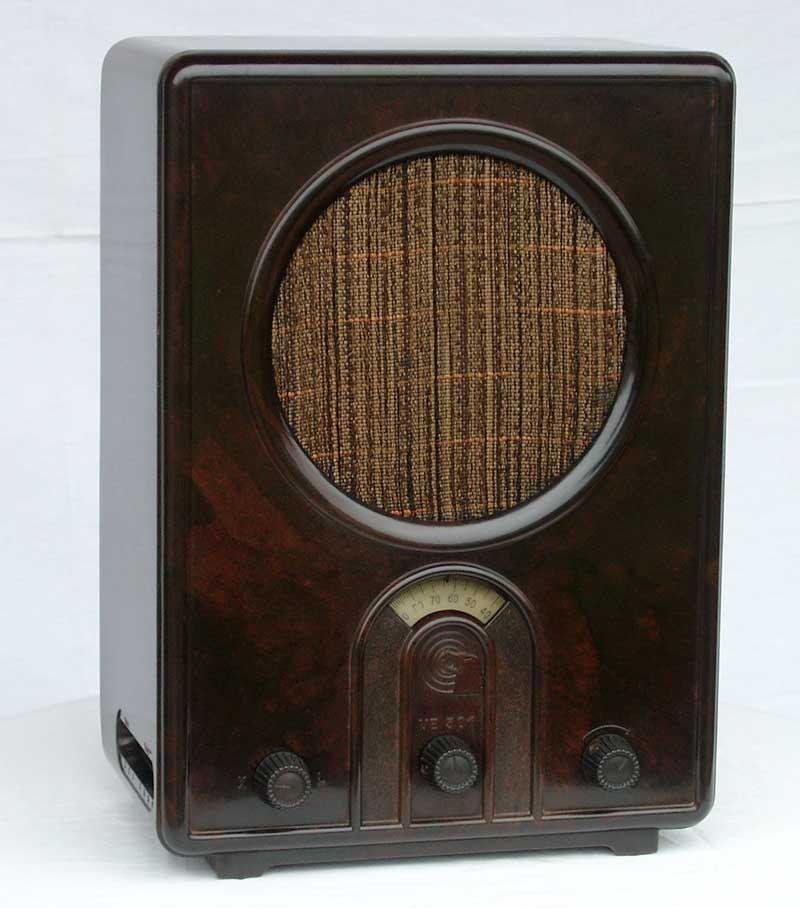
Röhrenradio „Volksempfänger“,
Typ VE 301, ab 1933, verschiedene Hersteller

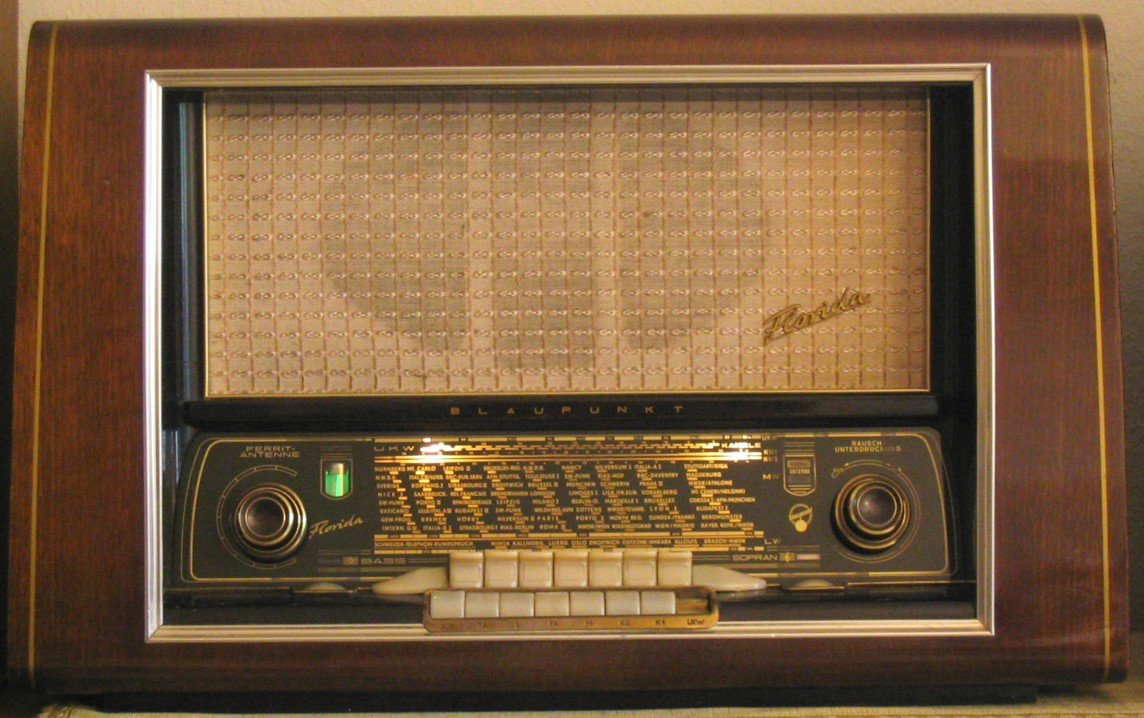
Röhrenradio Florida (1954), Blaupunkt

Radio (lateinisch radius ‚Strahl‘) als Kurzwort für Radio- oder Rundfunk-Empfangsgerät bezeichnet einen Apparat zum Empfang von Hörfunksendungen. Diese werden bei herkömmlichen Radios von einer Rundfunk-Sendeanlage mittels terrestrischer Übertragung (wie Antennenfernsehen) über elektromagnetische Wellen oder als hochfrequente elektrische Signale über Breitbandkabel (wie Kabelfernsehen) ausgesendet. Die empfangene Information wird im Wesentlichen in Schall umgewandelt; zu einem kleinen Teil kann das Sendesignal zusätzlich auch Daten und Informationen enthalten, wie die RDS-Daten, die es beispielsweise ermöglichen, den Sendernamen zu übertragen.
Neben einem Radioempfänger kann Hörfunk mit speziellen Erweiterungen, Zusatzgeräten, USB-Sticks, Computerprogrammen bzw. dazu geeigneten Modellserien empfangen werden, beispielsweise von:
- Computern (Streaming Audio, Internetradio),
- audiovisuellen Abspielgeräten (Kassettenrekorder, CD- und DVD-Spieler) und Fernsehgeräten
- Mobiltelefonen,
- Uhren und
- Spielzeugen

sowie mit
- analogen und digitalen Satelliten- oder Empfangsgeräten für Kabelfernsehen.
- digitalen Empfängern verschiedener Empfangstechniken wie SDR bzw. Digital Radio Mondiale (DRM), DAB, HD Radio und weiterer DVB-Verfahren

empfangen werden.

## Sprachgebrauch
Historisch konkurrierten zu Beginn des Rundfunks in Deutschland die Begriffe „Radio“, „Rundfunk“ und „Broadcasting“. 1924 stand in österreichischen Behördenbriefen „Broadcasting“ in Klammern nach Rundfunk. Die Reichspostverwaltung in Berlin lehnte das Modewort „Radio“ ab. Radio sei nichts anderes als Strahl. Die Reichspost gebärdete sich damals als Sprachbewahrer. Sie verbannte aus ihrer Korrespondenz zum Beispiel die Worte „poste restante“ und „rückkommandierter Brief“. Ihr Votum gegen das Wort Radio hatte also Gewicht.
Gemeindeutsch heißt es das Radio, abgeleitet vom Radiogerät. In Mittel- und Norddeutschland ist es immer ein Neutrum. In Süddeutschland, im österreichischen Deutsch und Schweizer Hochdeutsch ist der Radio ebenfalls üblich, abgeleitet vom Radioapparat.
Außerdem bezeichnet sowohl im deutschsprachigen Raum als auch im globalen Sprachgebrauch das Wort „Radio“ einen Hörfunk- bzw. Radiosender oder eine Senderkette wie z. B. Radio Bremen, Schweizer Radio und Fernsehen oder Radio Canada International. Die Kurzform „Radio“ ist in dieser Bedeutung immer sächlich, sofern nicht ein Kompositum gebildet wird, das anderes verlangt (wie „der Radiosender“).

## Einstufung als Rundfunkempfangsgerät
In Deutschland ist ein Radio ein Rundfunkempfangsgerät im Sinne des deutschen Rundfunkgebührenstaatsvertrages, d. h. eine „technische Einrichtung, die zur drahtlosen oder drahtgebundenen, nicht zeitversetzten Hör- oder Sichtbarmachung oder Aufzeichnung von Rundfunkdarbietungen (Hörfunk und Fernsehen) geeignet ist“.

## Geschichte
Im deutschsprachigen Raum begann der Rundfunkbetrieb 1920 zuerst in der Schweiz und Deutschland mit Testsendungen, erste regelmäßige Programmausstrahlungen folgten Ende 1922 und Anfang 1923 durch zwei schweizerische Flugplatzsender, im Herbst 1923 mit der reichsdeutschen Funk-Stunde Berlin und im Oktober 1924 mit der österreichischen RAVAG in Wien. Ort der ersten reichsdeutschen Rundfunksendungen war das erste Tonstudio Deutschlands, das heutige Altbaustudio der Universität der Künste Berlin in Berlin.

## Analoger Radioempfang

Vergleich von Amplituden- und Frequenzmodulation

### Entwicklung der Empfangsgeräte

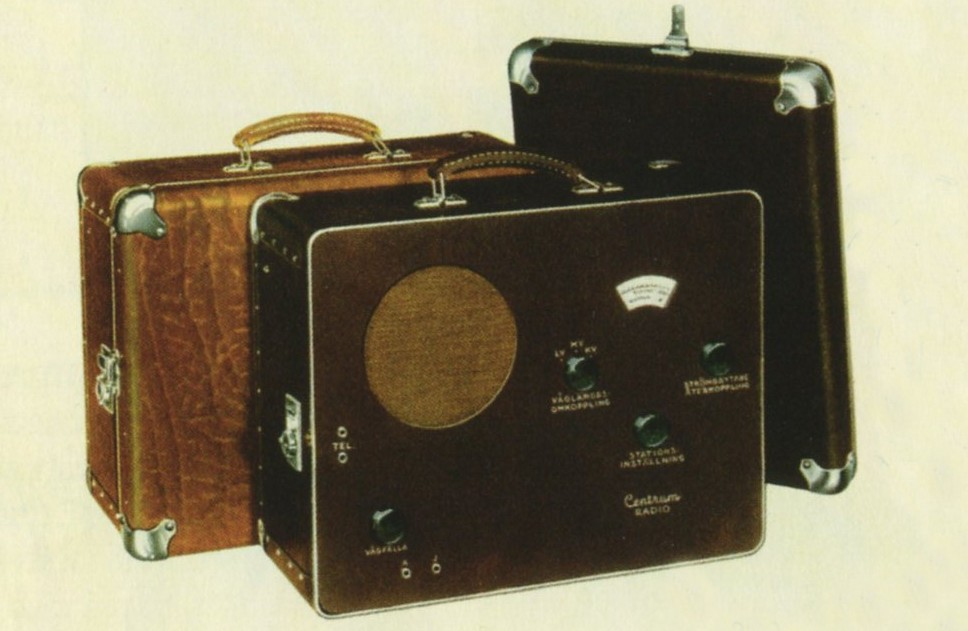
Portabler Röhren-Radioempfänger (1937) einschließlich Koffer. Centrum Radio (Schweden)

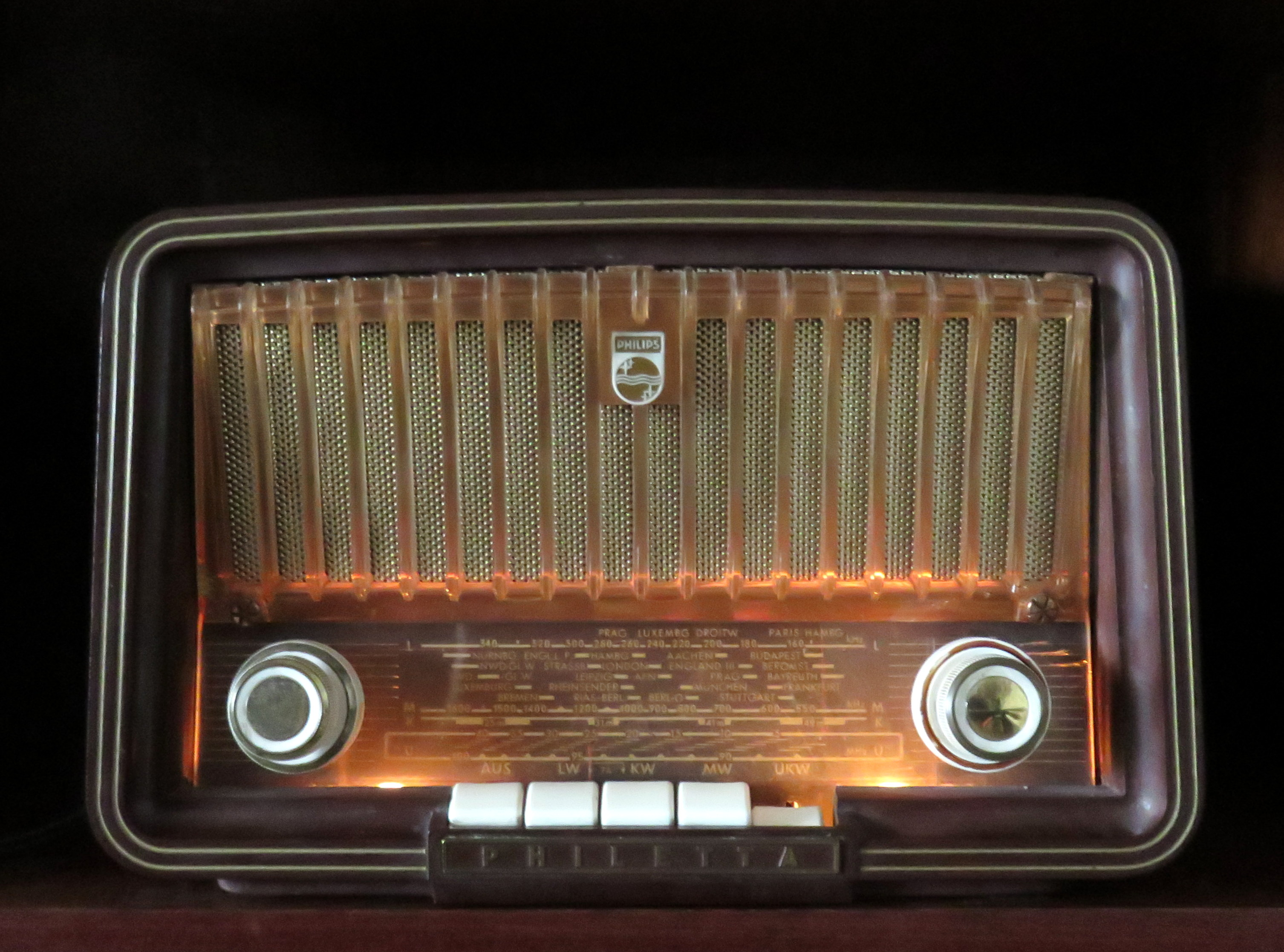
Philips Philetta 1955 (Deutschland)

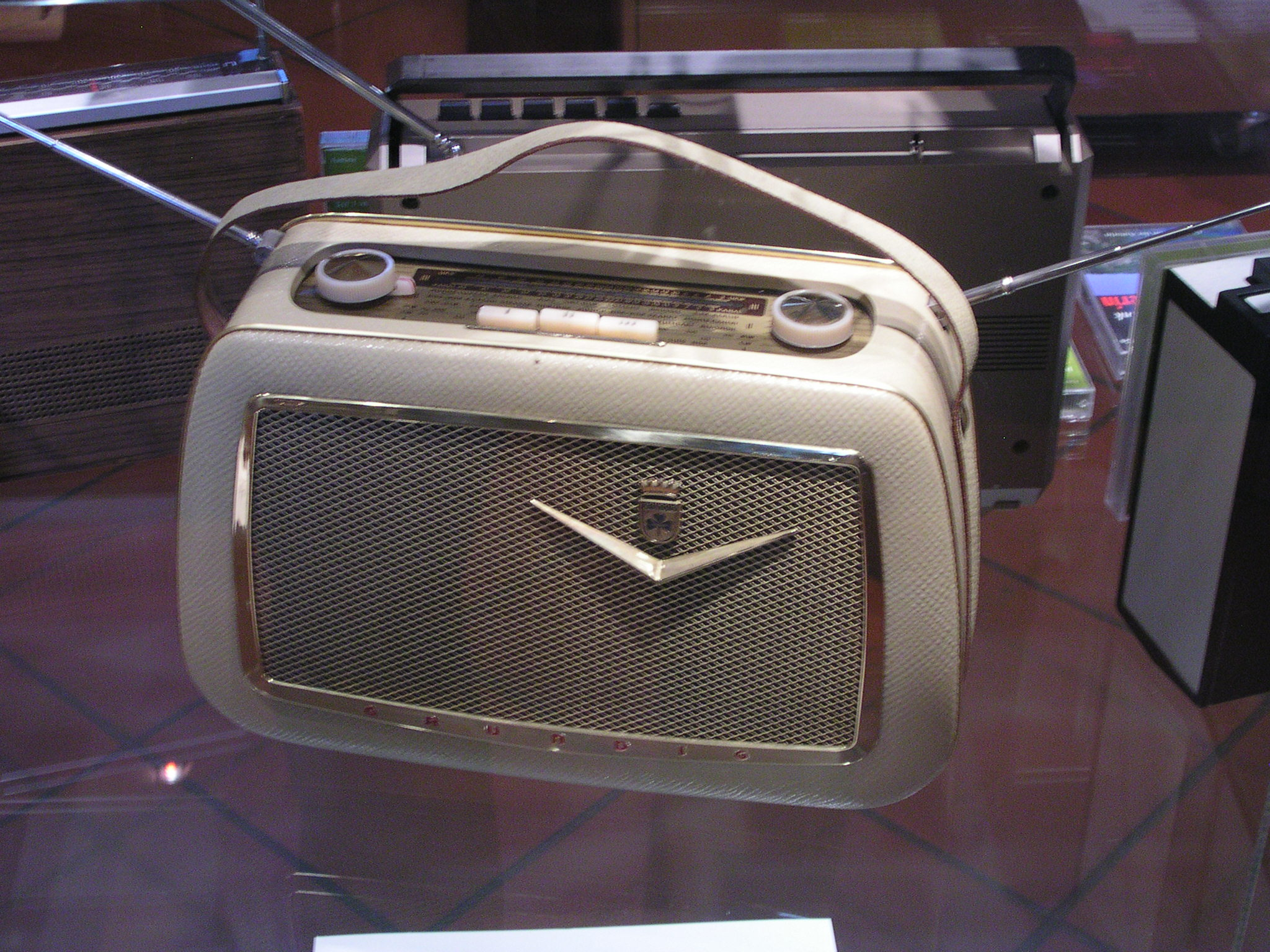
Kofferradio, Röhrengerät Teddy-Boy (1957), Grundig

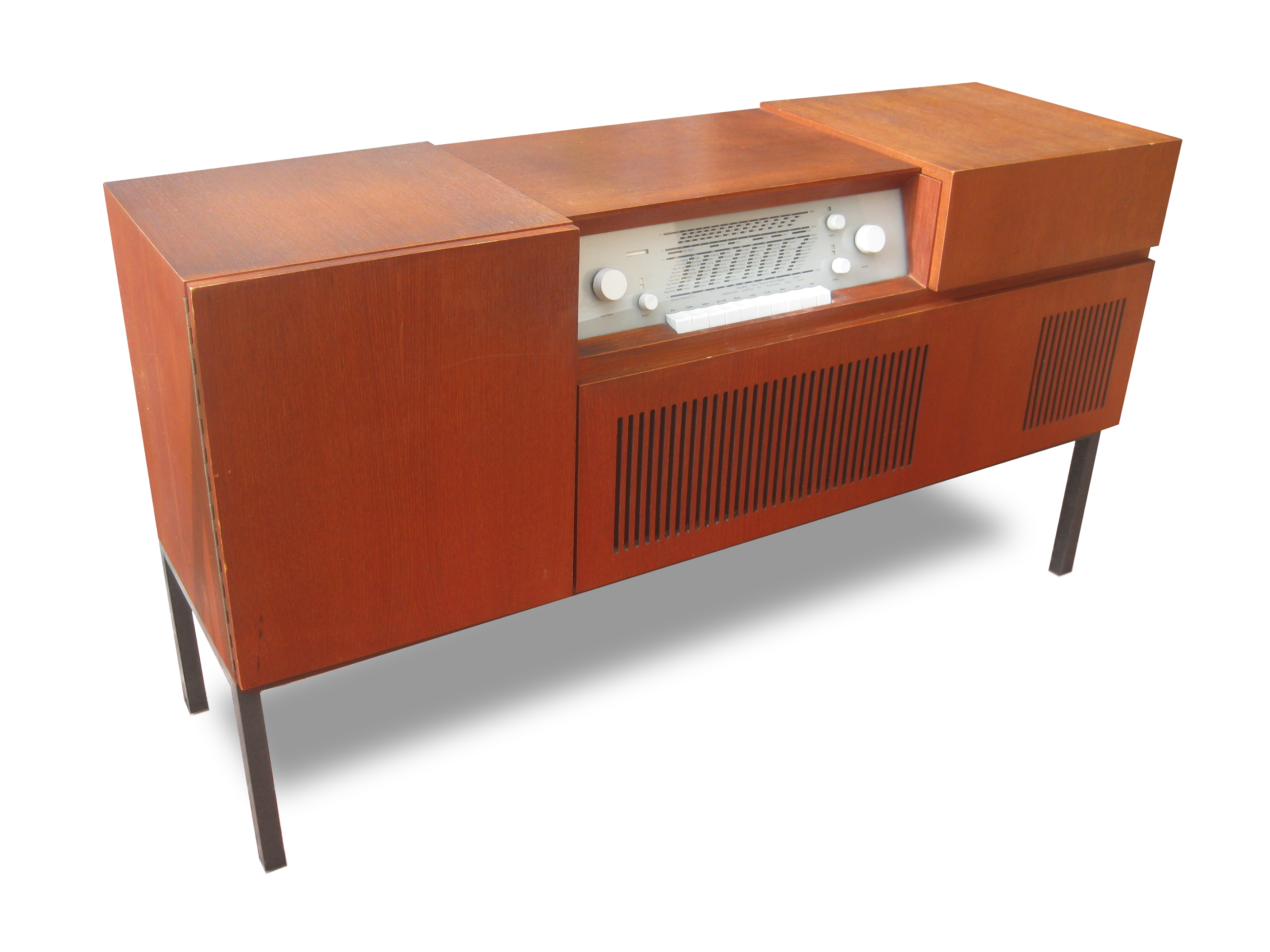
Musiktruhe bzw. -schrank HM 6-81 (1958), entworfen von dem Möbeldesigner Herbert Hirche, Braun

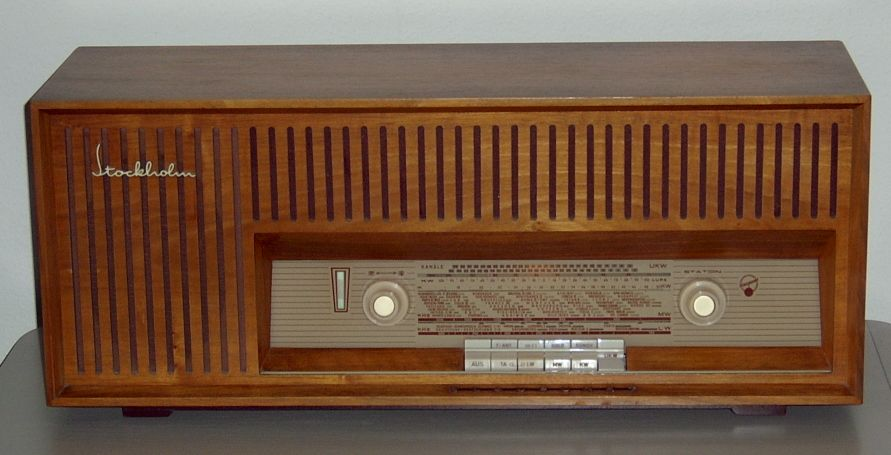
Radioempfänger Stockholm (ab 1963), fünf Röhren, 4 Watt, Blaupunkt

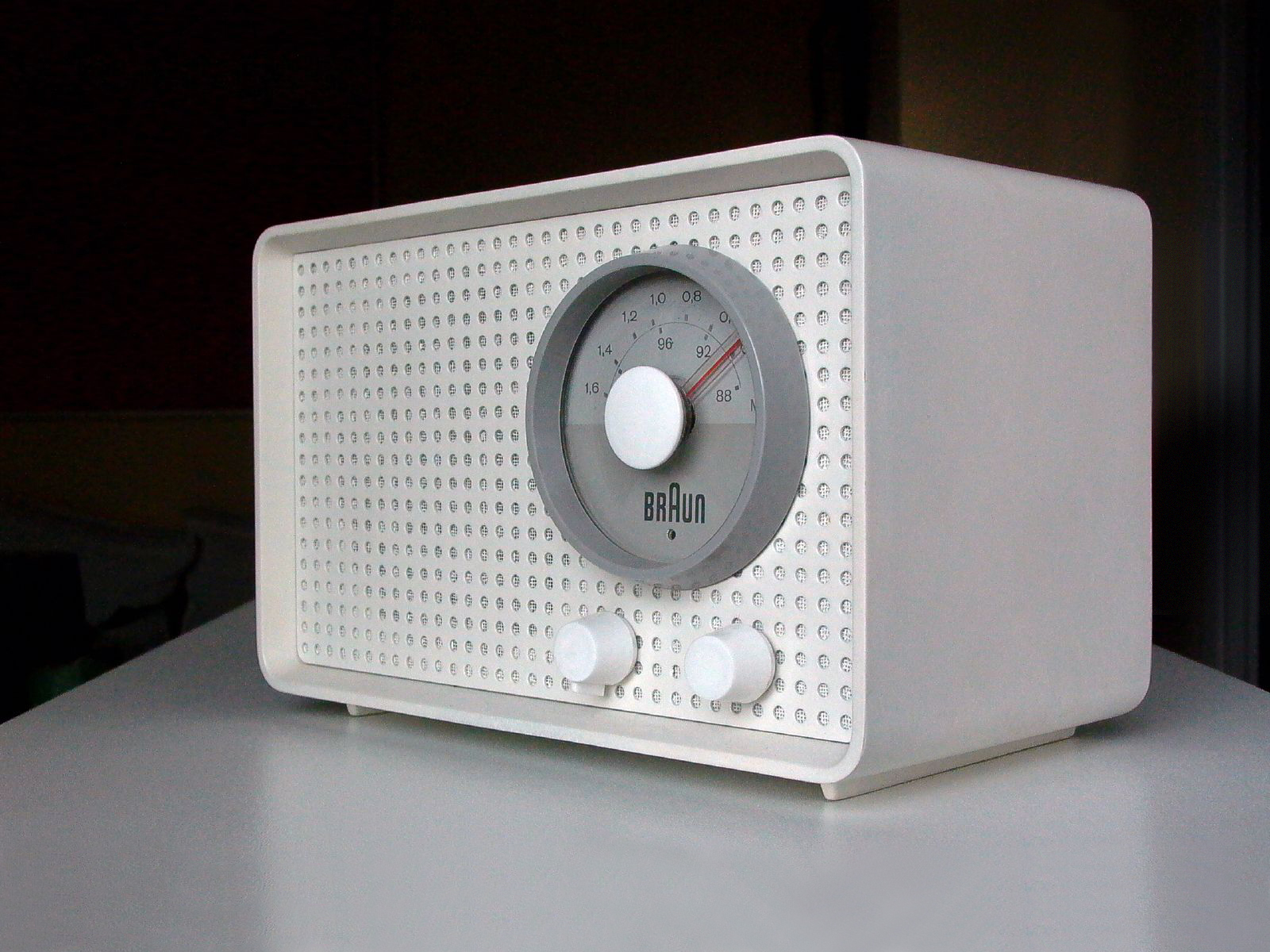
Röhrenradio Kleinsuper SK 2, Braun

#### Anfangszeit
In den Anfangsjahren war die Technik analoger Empfangsgeräte für einen Großteil der Bevölkerung unerschwinglich. Allerdings war durch den Selbstbau beispielsweise eines Detektorempfängers ein Empfang von Ortssendern auch für ärmere Bevölkerungsschichten möglich. Nicht zuletzt war nach dem Ersten Weltkrieg weltweit eine große Anzahl deaktivierter Militärfunker vorhanden, die nicht nur technische Erfahrung mit Empfangsgeräten hatten, sondern ein Mitspracherecht bei der Entwicklung des künftigen Hörfunks einforderten. Allein in Deutschland waren dies etwa 100.000 ehemalige Militärfunker.
Am 22. Dezember 1920 fand im Deutschen Reich (Weimarer Republik) die erste öffentliche Rundfunkübertragung eines Weihnachtskonzerts durch den Sender Königs Wusterhausen der Reichspost statt. Dieses Ereignis war ein bedeutender Meilenstein zur Entwicklung des öffentlichen Rundfunks in Deutschland.
Ende der 1920er Jahre wurden dank neuer Fertigungsmethoden besonders Röhrenradios deutlich preiswerter angeboten. So wurde das erste weitverbreitete Gerät im deutschsprachigen Raum, der fünf Jahre lang produzierte Ortsempfänger OE333 der damaligen Loewe-Audion GmbH (zuvor Radio Frequenz Loewe) in Berlin-Steglitz, vorgestellt auf der Funkausstellung 1926. Wegen der modernen Methoden wird Siegmund Loewe in der englischsprachigen Literatur als „deutscher Henry Ford“ beschrieben. Der OE333 kostete 36,50 Reichsmark einschließlich der Dreifachtriode 3NF, in der auch passive Bauelemente integriert waren. Lediglich die entsprechenden Antennenspulen aus Draht mussten dazugekauft werden.
Um alle Bevölkerungsschichten mit der nationalsozialistischen Propaganda effektiver zu erreichen, wurde 1933 der Volksempfänger entwickelt und im August 1933 vom Reichsminister für Volksaufklärung und Propaganda präsentiert. Das Gerät kostete etwa halb so viel wie die bis dahin in Deutschland erhältlichen Radios. Es war ein einfach konstruiertes Gerät, das zu einem Preis von 76 Reichsmark verkauft wurde (entspricht inflationsbereinigt in heutiger Währung 424 Euro).
Hochwertige Radiogeräte waren mit einer Gegentaktendstufe bestückt. Zur Vereinfachung der Senderwahl gab es schon vor dem Zweiten Weltkrieg vereinzelte Gerätemodelle mit einem automatischen, durch einen Motor angetriebenen Sendersuchlauf sowie mit mehreren sogenannten Sendertasten zum Umschalten häufig gehörter Sendestationen. Auch die Entwicklung von Autoradios begann schon vor dem Krieg in Europa und Übersee, sie spielten auf dem Markt aber noch kaum eine Rolle, da sie teuer und recht anfällig waren.

#### Nachkriegszeit

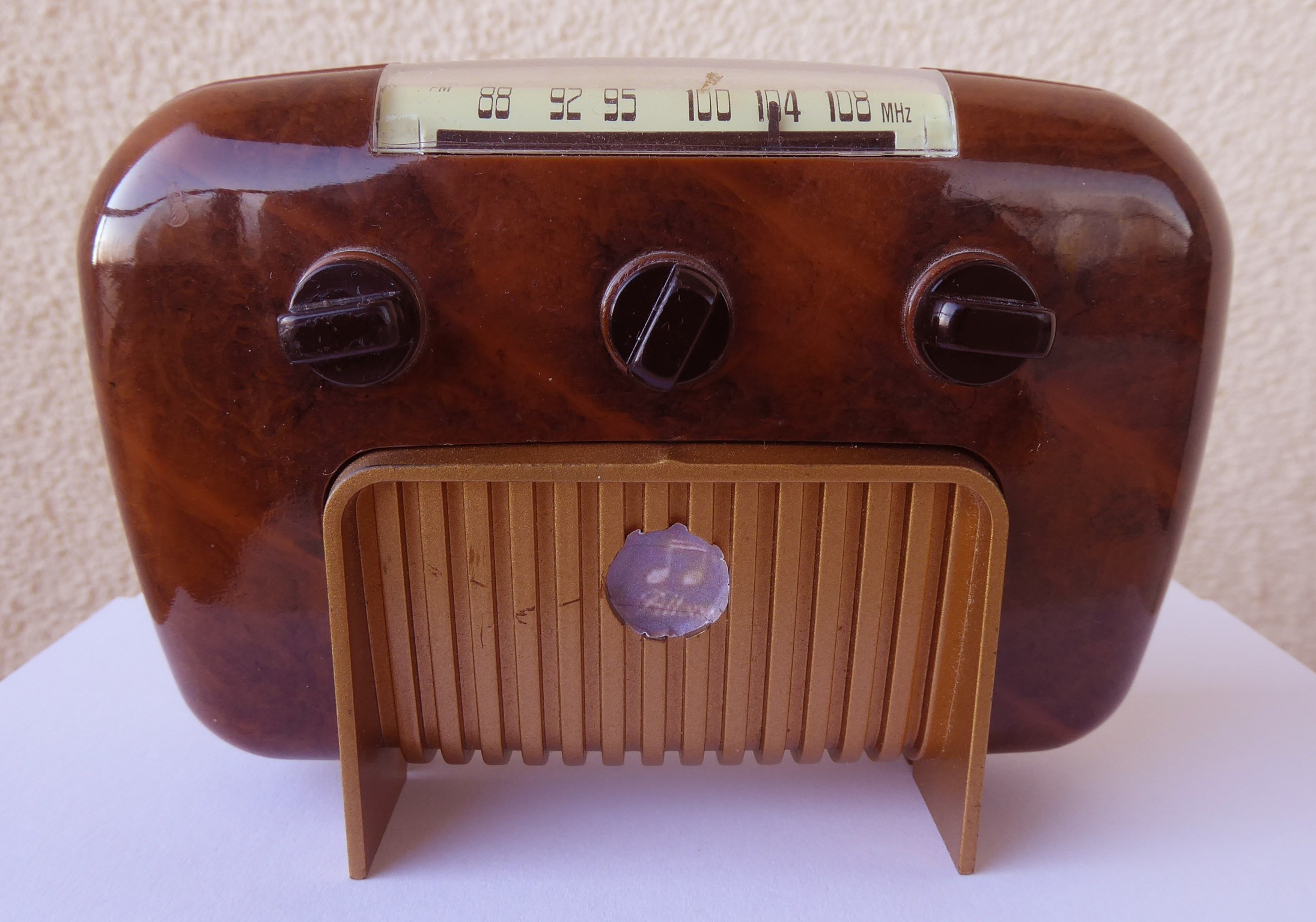
Taschenradio Altona Collection 1940, hier Miniatur-Replica (1995?) von Crosley Duette 56TD-R, Copyright Micron Technology, Abmessungen 135 × 90 × 45 mm

Nach dem Zweiten Weltkrieg kamen ab 1949 mit dem Beginn des UKW-Rundfunks in Deutschland Geräte zum Empfang von UKW-Sendern mit Frequenzmodulation auf den Markt. Diese waren – wie viele Produkte im Nachkriegsdeutschland – gemessen am Einkommen noch verhältnismäßig teuer. Im Jahr 1952 kostete z. B. ein Überlagerungsempfänger (Superhet/Super) mit UKW-Bereich in Westdeutschland 380 DM (entspricht inflationsbereinigt in heutiger Währung 1.155 Euro). Für die vorhandenen Rundfunkempfänger war mit preiswerten Zusatzgeräten auch UKW-Empfang möglich.

#### Bauelemente
In frühen analogen Radios wurden neben dem Detektorempfänger auch Geräte mit Elektronenröhren für den Empfang und zur Verstärkung verwendet, sie werden daher als Röhrenempfänger bezeichnet. Die Empfangsprinzipien dieser Röhrenempfänger waren das Audion und später der Überlagerungsempfänger.
Stationäre wie tragbare Geräte gab es von den 1920er bis in die 1950er Jahre neben den einfacheren Detektorempfängern mit Detektorbausteinen oder Spitzendiode ausschließlich als Röhrenempfänger. Tragbare Geräte, die Kofferradios, waren mit Batterieröhren, Heiz- und Anodenbatterien bestückt.
Im Jahr 1953 brachte eine US-amerikanische Firma den Regency TR-1, das erste Transistorradio, ein Taschenradio mit vier Transistoren, auf den Markt. Diese Neuerung wurde durch das 1948 bei Bell entwickelte elektronische Halbleiter-Bauelement-Transistor möglich. In Deutschland folgte 1957 die pfälzische Firma Akkord-Radio ebenfalls mit einem kleinen Transistorgerät. Zeitweise erschienen auch gemischt-bestückte Geräte, bei denen sowohl Transistoren als auch Röhren eingesetzt waren.
Transistorradios mit diesen neuen aktiven, verstärkenden Bauelementen hatten gegenüber den bisherigen Geräten mehrere Vorteile: Sie waren kleiner, leichter, unempfindlicher gegen Stöße und benötigten vergleichsweise wenig Energie, so dass ein Betrieb mit Trockenbatterien über lange Zeit möglich war. Bald gab es Geräte im Taschenformat; die Bauteile standen dichtgedrängt und aufrecht auf einer Leiterplatte.
In der weiteren Entwicklung wurden Transistoren und Widerstände ab Anfang der 1960er Jahre zu integrierten Schaltkreisen zusammengefasst, was abermals zu Größen- und Kostenreduzierungen führte. Der von der nicht mehr bestehenden britischen Firma Ferranti entwickelte Schaltkreis ZN414 ist leicht verändert bis heute als TA7642 von anderen Herstellern erhältlich.
Mit dem Einsatz von elektronischen Bauteilen zum Sendersuchlauf und zur digitalen Frequenzanzeige, beispielsweise beim Blaupunkt-Autoradio Bamberg QTS Super Arimat (produziert von 1979 bis 1980), setzte teilweise eine Digitalisierung der Empfänger ein. Die bisher prägenden Radioskalen verschwanden damit zunehmend, das Aussehen und die Bedienung von Radios veränderten sich grundlegend. Teure und montageaufwendige mechanische Teile konnten bald komplett durch Elektronik ersetzt werden.

#### Schaltungsprinzipien
Im klassischen Radio werden zunächst die von der Sendeanlage abgestrahlten elektromagnetischen Wellen in einer geeigneten Antenne in Wechselstrom umgesetzt. Dieser wird so weiterverarbeitet, dass nur ganz bestimmte Schwingungsfrequenzen – ein enger Frequenzbereich um z. B. 801 kHz herum, in dem ein bestimmtes Radioprogramm übertragen wird – ausgewählt und verstärkt werden und der übertragene Inhalt – Sprache, Töne, Musik – in seiner ursprünglichen Frequenzlage zur Wiedergabe über Lautsprecher zurückgewonnen wird. Anhand des für diese Aufgabe angewendeten Schaltungsprinzips wird unter anderem zwischen Geradeausempfänger und Überlagerungsempfänger unterschieden.

### Weiterentwicklungen

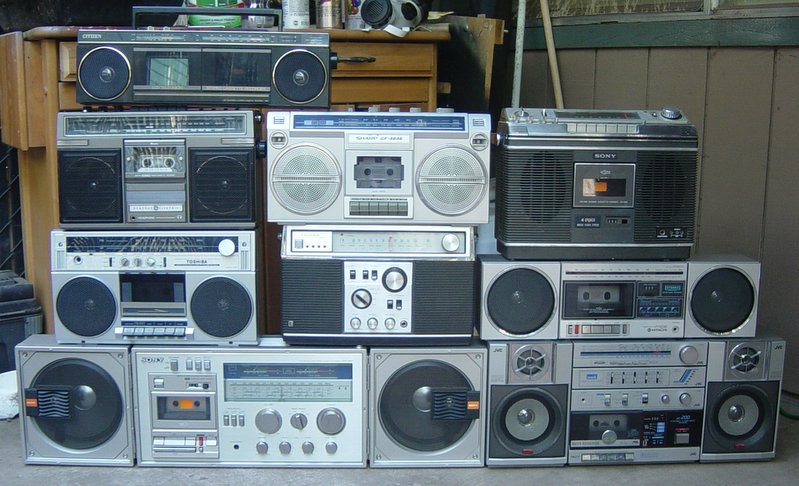
Radiorekorder bzw. Radiorecorder – eine Kombination von Radioteil und Kassettenrekorder. Abbildung von Geräten verschiedener Hersteller (Citizen, Sharp, Sony, Toshiba, Hitachi, JVC und der ehemaligen Firma Lloyd’s Electronics)

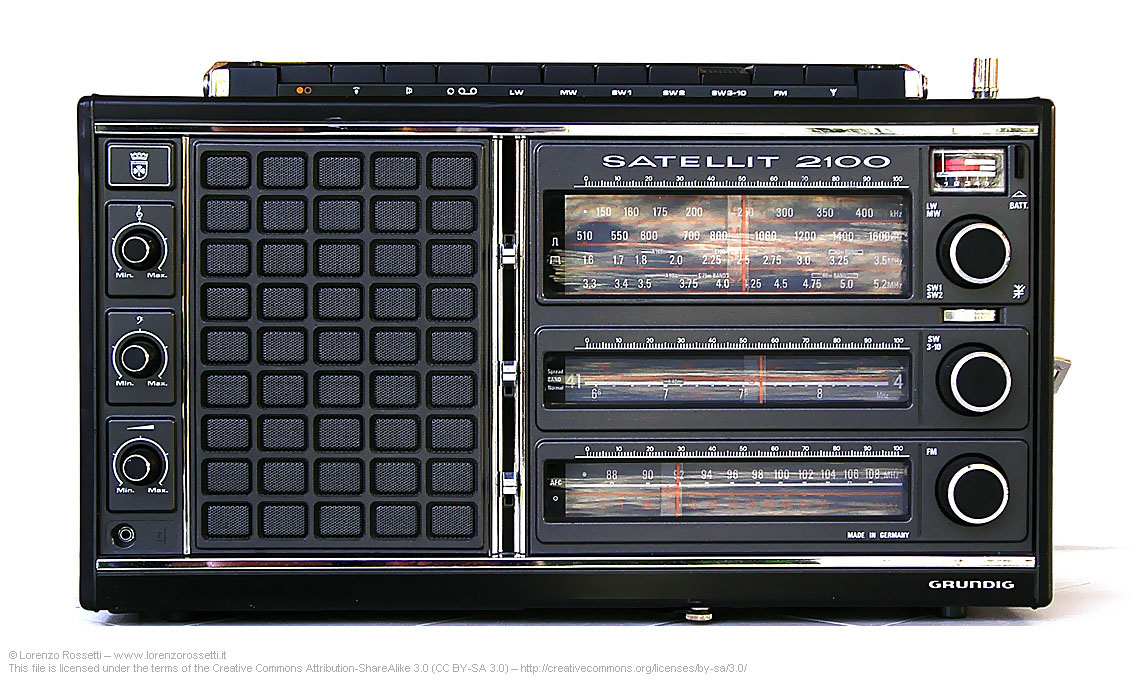
Weltempfänger Grundig Satellit 2100 mit mehreren Kurzwellen-Bereichen

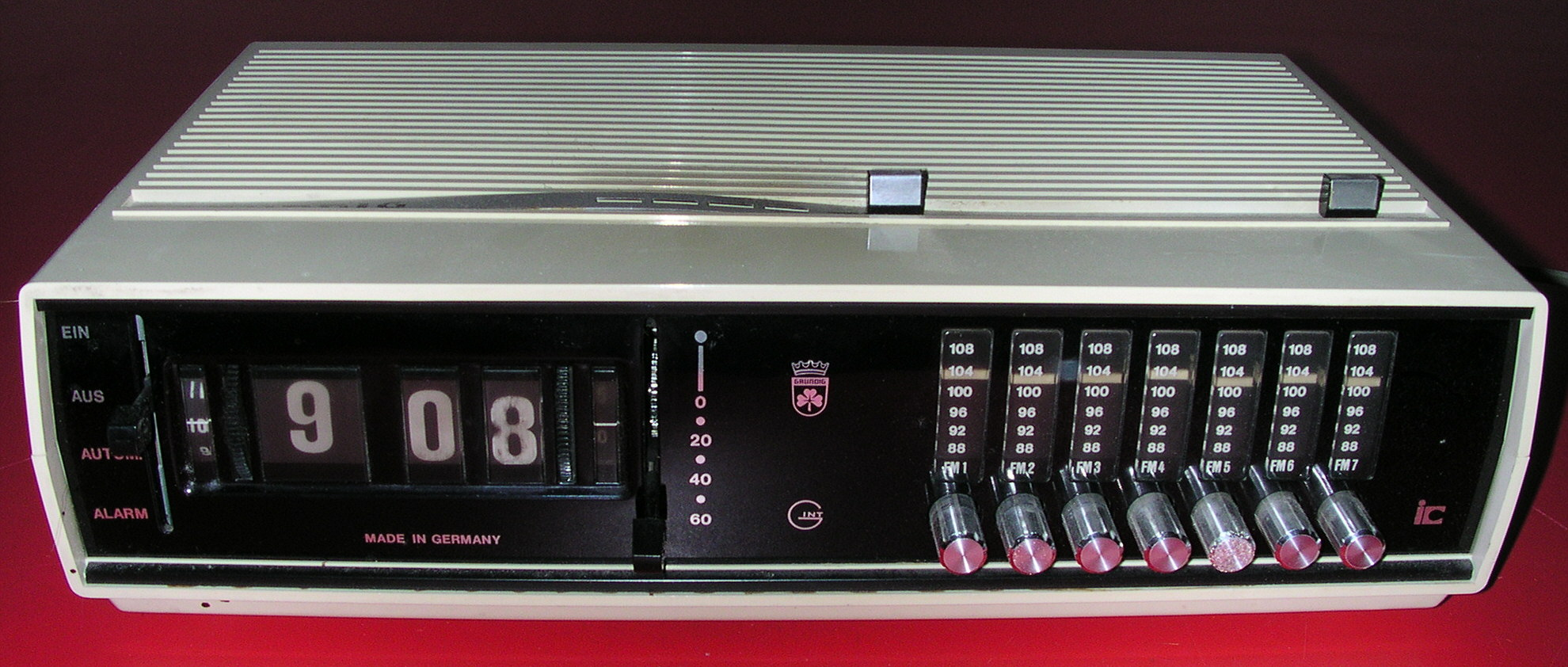
Radiowecker Grundig Sonoclock 30a mit Festsender-Tasten (Stationstasten)

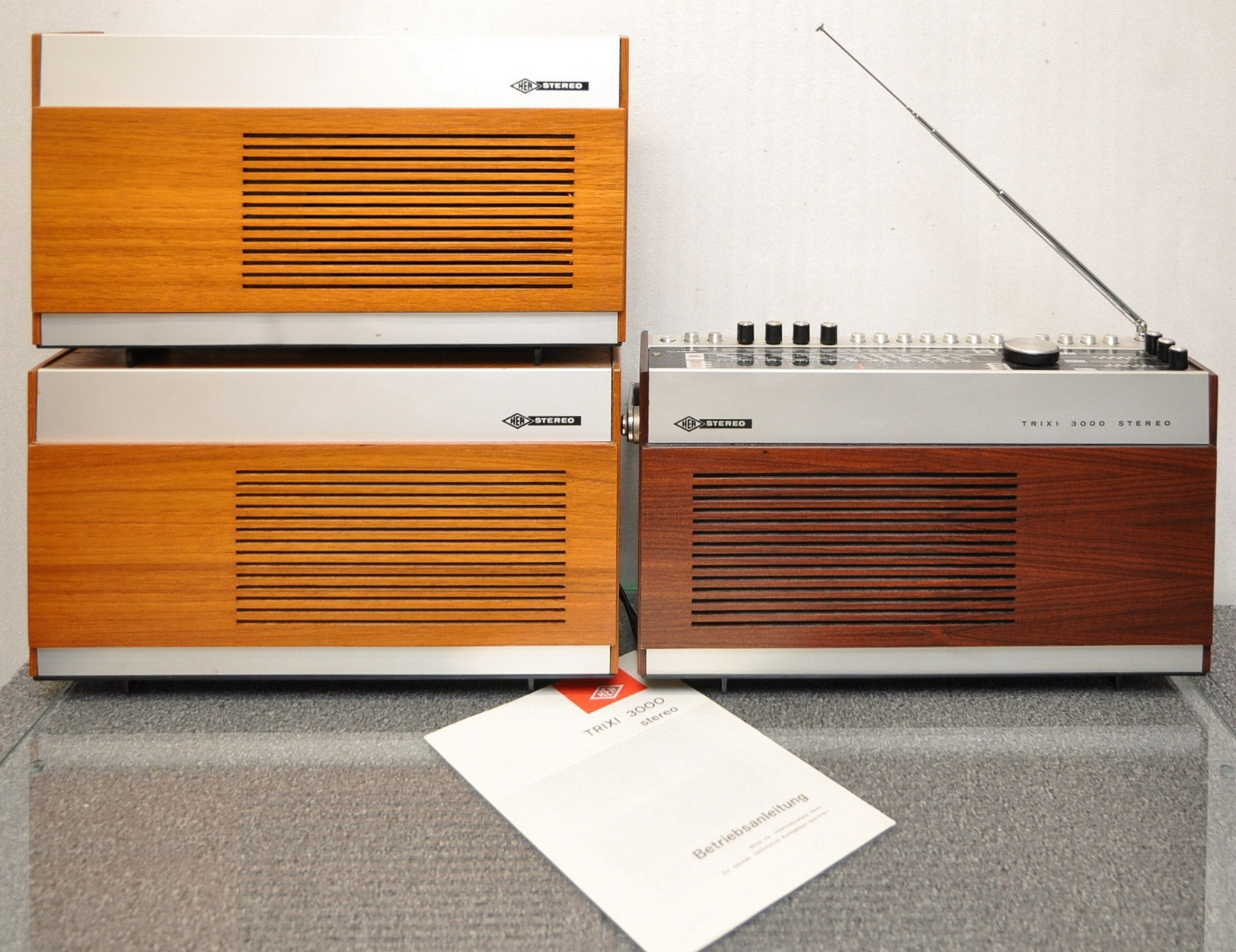
Portabler Weltempfänger Trixi 3000 Stereo mit zwei Zusatz-Lautsprecherboxen von HEA (Houben-Elektro-Akustik)

Eine Belebung des Rundfunkgeräteabsatzes brachte u. a. in Deutschland der im August 1963 auf der 23. Großen Deutschen Funk-Ausstellung in Berlin vorgestellte UKW- bzw. FM-Stereorundfunk. Aus den einfachen, meist tragbaren Transistorradios entwickelten sich in den 1970er Jahren Stereo-Gerätekombinationen mit Kassettenrekordern und zehn Jahre später auch CD-Spielern. Die Radiorekorder waren in der Jugendkultur bis Ende der 1980er Jahre weit verbreitet.
Der Rundfunkdienst der Autofahrer-Rundfunk-Information (ARI) und das Radio Data System (RDS) waren weitere Meilensteine in der Entwicklung von analogen Empfangsgeräten, insbesondere von Autoradios.
Weltempfänger sind Radiogeräte, die speziell für einen Empfang des weltweiten Kurzwellenrundfunks optimiert sind.
Die Miniaturisierung führte zu Streichholzschachtel-große Miniradios mit Ohr- bzw. Kopfhörern, zu um ein Radioteil ergänzte Walkman-Geräte und zu in Mobiltelefonen integrierte Radioempfangs-Funktion.
Das bloße Radioempfangsteil wird im Fachjargon als Tuner (en. to tune – abstimmen) bezeichnet. Daran ist die Antenne angeschlossen. Das Empfangsteil liefert am Ausgang ein zunächst kleines Audiosignal, dass in einem nachfolgenden (oft ebenfalls im Gerät eingebauten) Audioverstärker für die Lautsprecher verstärkt wird. Weitere Begriffe sind Empfangsgerät und Receiver (englisch für Empfänger).

### Modulationsarten
Seit den Anfangszeiten des Hörfunks erfolgt die analoge Ausstrahlung bzw. der Empfang von Rundfunksendungen in Amplitudenmodulation (AM). Dies betrifft Sendestationen, die auf Langwelle (LW), Mittelwelle (MW) oder Kurzwelle (KW) ihr Programm aussenden. Häufig werden auch diese Wellenbereiche als AM bezeichnet.
Mit AM-Stereo gibt es auch ein Verfahren für Stereofonie für AM-Rundfunkbereiche, das mittels Quadraturamplitudenmodulation (QAM) die erforderliche geringe Bandbreite einhält.
Sender des UKW-Rundfunks übertragen mit Frequenzmodulation (FM). Dadurch wurde der Radioempfang störungsärmer und das übertragene Frequenzband umfasste nun den gesamten Hörbereich. Allerdings haben UKW-Sender eine geringere Reichweite als AM-Sender, was in dem unterschiedlichen Ausbreitungsverhalten der verschiedenen Frequenz- bzw. Wellenbereiche begründet ist. Ein Fernempfang von mehreren 100 Kilometern, wie er in den AM-Bereichen durchweg möglich ist, kann abgesehen von gelegentlichen Überreichweiten im UKW-Bereich nicht erzielt werden. Die Distanz der Ausbreitung ist durch die quasioptische Entfernung begrenzt.
Trotz des Ausbaus des UKW-Wellenbereiches bzw. der Sender-Abdeckung der Länder ab den 1950er Jahren kam es zunächst zu keiner Verdrängung der AM-Sender. AM- und UKW-Rundfunk bestanden lange Zeit parallel.
Ab 1963 gab es FM-Stereo. Man übertrug abwärtskompatibel wie vor die Summe und zusätzlich die Differenz der beiden Stereokanäle. Man übertrug das untere Seitenband der auf einen (unterdrückten) 38-kHz-Träger modulierten Differenz. Um den Träger im Empfänger synthetisieren zu können, sendete man einen 19-kHz-Pilotton. Es gelang, im ursprünglichen Frequenzraster und nahezu der gleichen Übertragungsbandbreite ein HiFi-taugliches Stereosignal zu übertragen.
In den 1970er Jahren wurde für UKW-FM der Verkehrsfunk in Europa und Nordamerika mit verschiedenen Verfahren und in den 1980er Jahren das Radio Data System (RDS) mittels binärer Phasenmodulation (BPSK), einer speziellen digitalen Phasenmodulation, eingeführt.
AM und FM dienten ursprünglich der Analog- bzw. Audiosignal-Übertragung, sind aber auch zur digitalen Übertragung verwendbar. Hiermit lassen sich trotz geringer Bandbreite von AM-Sendern durch Datenkomprimierung erhebliche Übertragungsvorteile erzielen (weniger Störungen, breiteres NF-Frequenzband bzw. mehrere Kanäle pro Träger), der digitale AM-Rundfunk (Digital Radio Mondiale) hat sich jedoch nicht durchgesetzt.

### Digitalisierung
In Europa wurden ab 1992 viele leistungsstarke analoge Lang-, Mittel- und Kurzwellensender außer Betrieb genommen. Eine völlige Analogabschaltung erfolgte nicht, insbesondere der analoge UKW-Rundfunk existiert neben Digital Audio Broadcasting (DAB) weiter.

## Digitaler Radioempfang

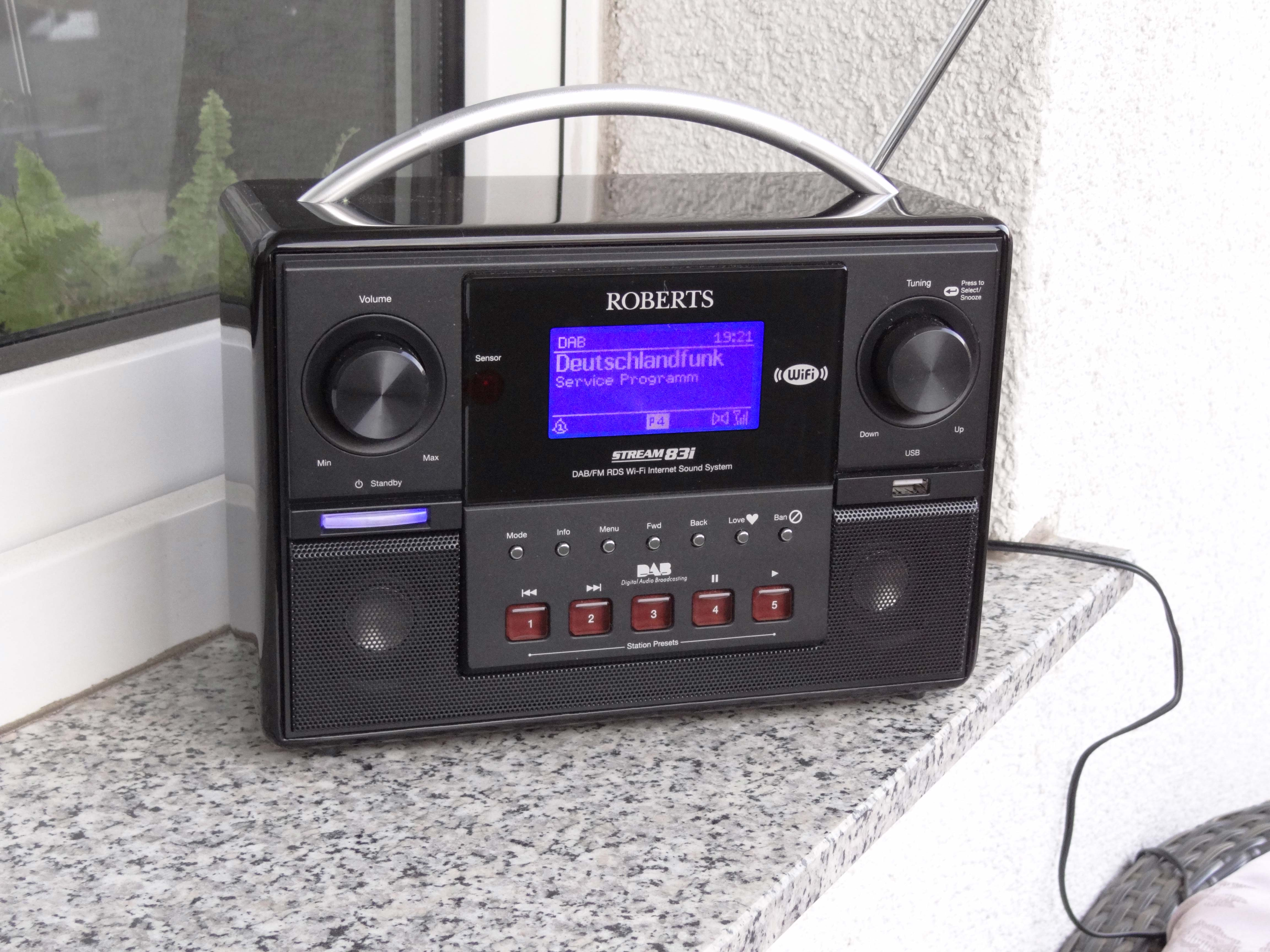
Empfangsgerät stream 83i für UKW, DAB+ und WLAN, Baujahr 2011, Firma Roberts Radio

Die Entwicklung von digitalen Übertragungstechniken bzw. Endgeräten begann Ende des 20. Jahrhunderts. Ohne Ausrüstung eines zusätzlichen jeweiligen digitalen bzw. analogen Empfangsteiles ist mit Digitalradios der Empfang von analogen Radiosendern und umgekehrt von digitalen Stationen mit Analogempfängern nicht möglich.

### Digitale Übertragung
Für den digitalen Radioempfang, wie z. B. DAB, DAB+ und DRM, werden geeignete Geräte benötigt. Über DVB-S, DVB-C und in wenigen Gebieten auch über DVB-T werden ebenfalls Hörfunksender digital übertragen. Für jede dieser Techniken wird ein spezielles Empfangsgerät (Tuner oder Digitalreceiver) benötigt, oft Set-Top-Box genannt, wobei zur Wiedergabe der Töne zum Beispiel bereits vorhandene HiFi-Anlagen, PC-Lautsprecher oder Fernsehgeräte genutzt werden können.
Die sogenannte Analogabschaltung, also das Umstellen der Radiosender auf die digitale Ausstrahlung, sollte den Verbraucher zwingen, neue Radioempfänger für den digitalen Empfang zu erwerben. Über die reine Übertragung von Audioinhalten hinaus sollte der digitale Hörfunk bei neuen Systemen weitergehende Bedeutung gewinnen, wie beispielsweise zur Übertragung von Verkehrstelematikinformationen (z. B. TMC oder TPEG) oder zur strukturierten Übertragung von Audioobjekten, die interaktive Nutzung erlauben.
Das baldige Abschalten der analogen FM-Sender wird mittlerweile jedoch als äußerst zweifelhaft betrachtet, denn es zeichnet sich kein Durchbruch für digitales Radio in Europa ab – eine Ausnahme bildet hier nur Großbritannien mit einer digitalen Quote von etwa 20 Prozent (Stand 2012). Die Fachwelt ist sich weitgehend darüber einig, dass der analoge UKW- bzw. FM-Rundfunk (mindestens) noch die nächsten 10 bis 15 Jahre fortgeführt werden wird, bis das digitale Radio (wenn überhaupt) eine ausreichende Marktdurchdringung erlangt haben wird.

### Digital Radio Mondiale
Auch auf Mittel-, Lang- und Kurzwelle senden heute AM-Rundfunkstationen mit dem digitalen Übertragungsverfahren, dem Digital Radio Mondiale, wodurch eine stereophone Übertragung in besserer Klangqualität ermöglicht wird. Das Verfahren konnte sich mangels Empfangsgeräten nicht durchsetzen.

### Software Defined Radio
Die Digitalisierung des bisher überwiegend analogen Radios wird mit der Einführung des Software Defined Radio (SDR) konsequent weitergeführt. Software Defined Radio soll möglichst die gesamte Signalverarbeitung eines Hochfrequenzsenders oder -empfängers unter Verwendung anpassbarer Hardware über Software definieren. Mit austauschbaren Softwaremodulen lassen sich neue digitale Übertragungsverfahren implementieren.
Die SDR-Technik bietet die Möglichkeit, mit neuen Softwaremodulen effizientere Funkübertragungssysteme zu testen, ohne dass vorhandene SDR-Empfänger nach einem Softwareupdate unbrauchbar werden. Im engeren Sinn handelt es sich hierbei um ein Funktelekommunikationssystem, das eine softwarekonfigurierbare Hardware zur Modulation und Demodulation sowie zur Aufwärts- bzw. Abwärtsmischung eines Datensignals benutzt. Heute werden sowohl für den Amateurfunk als auch für den Empfang von DRM-Ausstrahlungen SDR-Empfänger angeboten.

### Internetradio und Streaming
Beim digitalen Rundfunk werden die Audiosignale als sogenannter Broadcast verbreitet, während beim Live-Streaming für das Webradio üblicherweise die Daten nur nach einer Aufforderung (Request) des Empfängers für diesen direkt adressiert ausgesendet werden (Client-Server-Modell). Ebenso wie der Digitalrundfunk wird das Internetradio häufig als Digitalradio bezeichnet.
Die Datenübertragung des Internetradios findet sowohl terrestrisch (WLAN, WiMAX, UMTS), als auch über Kupferkabel, Glasfaserkabel und über Kommunikationssatelliten statt. Das Audioformat ist nicht festgelegt; meist werden jedoch gängige Streaming-Formate wie MP3 oder WMA verwendet. Die Verbreitung ist praktisch gleich der Verbreitung des Internets, was die „Ausstrahlung“ für Radiosender vergleichsweise einfach gestaltet.
Der Radionutzer benötigt zum Empfang des Internetradios einen entsprechenden Streaming-Client. Solche Clients sind im Internet leicht verfügbar, zudem oftmals kostenlos. Für den Betreiber von nativen Internet-Sendern wiederum hält sich der technische Aufwand für dessen Betrieb in Grenzen. Aufgrund dieser Faktoren könnte das Internetradio als Digitalradio große Bedeutung erlangen. So gab es 2009 in Deutschland mehr als 1900 Internetradiosender; die durchschnittliche Nutzungsdauer betrug 73 Minuten pro Tag. Der Empfang kann dabei über einen Personal Computer oder über spezielle Internetradiogeräte erfolgen. Reine Internetradiogeräte sind bereits im Handel.
Bereits im Jahr 2006 hörten europaweit mehr als 20 Millionen Menschen Internetradio; die Prognose für 2010 lag bei knapp 32 Millionen Hörern.

## Mediatheken und Podcasting
Begleitend zum Radioprogramm entstanden Internetpräsenzen und Websites, die von vielen etablierten Rundfunkstationen die Möglichkeit boten, ausgewählte Radiosendungen eine Zeit lang als Podcast nachzuhören, in Form einer Mediathek oder als Abonnent. Es gibt für Interessenten und Lehrer die Möglichkeit, Textinhalte zur Sendung zum Nachlesen herunterzuladen. Mit der Erstellung eines laufend aktualisierten Webjournals mit gegenüber dem Rundfunk erweiterten und laufend aktualisierten Artikelbaums samt Bildern und Links zu Quellen entstanden Webpräsenzen mit einem Zusatznutzen gegenüber einem reinen Radio-Rundfunkprogramm.